# Paracrias zurquicola
Paracrias zurquicola är en stekelart som beskrevs av Christer Hansson 2002. Paracrias zurquicola ingår i släktet Paracrias och familjen finglanssteklar.
Artens utbredningsområde är Costa Rica. Inga underarter finns listade i Catalogue of Life.